# Eriodictyon trichocalyx
Eriodictyon trichocalyx är en strävbladig växtart som beskrevs av A. A. Heller. Eriodictyon trichocalyx ingår i släktet Eriodictyon och familjen strävbladiga växter. Utöver nominatformen finns också underarten E. t. lanatum.